# Kanton Poitiers-5
Kanton Poitiers-5 is een kanton van het Franse departement Vienne. Kanton Poitiers-5 maakt deel uit van het arrondissement Poitiers.

## Gemeenten
Het kanton Poitiers-5 omvatte tot 2014 de volgende gemeenten:
- Croutelle
- Fontaine-le-Comte
- Ligugé
- Poitiers (deels, hoofdplaats)
- Vouneuil-sous-Biard

Na de herindeling van de kantons bij decreet van 26 februari 2014 met uitwerking op 22 maart 2015 omvat het kanton volgende gemeenten:
- Ligugé
- Poitiers (hoofdplaats) (zuidelijk deel)
- Saint-Benoît